# السمير (القبيطة)

تعديل مصدري - تعديل

السمير هي إحدى قرى عزلة كرش بمديرية القبيطة التابعة لمحافظة لحج، بلغ تعداد سكانها 70 نسمة حسب تعداد اليمن لعام 2004.